# Noorderstraat 19 (Baarn)
De boerderij aan de Noorderstraat 19 is een gemeentelijk monument in Baarn in de provincie Utrecht. Het huis is een van de weinige herinneringen aan het agrarische verleden van de buurtschap en latere wijk Oosterhei
De bepleisterde boerderij heeft een met riet gedekt dak. Het pand staat een tiental meters van de straat, deels achter Noorderstraat 23. Aan de achterzijde zijn in het dak opgenomen dakkapellen gebouwd, een groep van zes en eentje van twee vensters. 